# 徳島運転所
徳島運転所（とくしまうんてんしょ）は、徳島県徳島市にある四国旅客鉄道（JR四国）の車両基地で、運転士・車掌も所属している。徳島駅に併設されている。

## 配置車両
以下は2025年（令和7年）4月1日現在の配置車両である。また、所属車両に特急型車両はない。所属略号は国鉄形車両が「四トク」（四＝JR四国、トク＝徳島の電報略号）、JR型車両が「徳」（＝徳島）である。
キハ40形気動車
2000番台8両 (2107, 2108, 2110, 2142, 2144, 2145, 2147, 2148) が配置されている。なお全車がワンマン運転に対応しているが、2024年3月ダイヤ改正以降はワンマン運転の定期運用は存在せず、後述のキハ47との併結運用のみとなっている。
トイレは改造時に撤去されている。
高徳線・牟岐線（徳島 - 桑野間）・鳴門線で運用される。以前には、阿佐海岸鉄道阿佐東線でも運用されている時があった。
2019年3月31日付で2146が、2020年1月31日付で2109が、2023年9月30日付で2143が、それぞれ廃車された。
キハ47形気動車
0番台9両 (112, 114, 118, 145, 171, 173, 174, 177, 178) ・1000番台1両 (1086) 計10両が配置されている。こちらは前述のキハ40とは異なり、ワンマン運転には非対応で、車内も冷房化改造されている以外は座席配置を含め製造当時のままである。
高徳線・牟岐線（徳島 - 桑野間）・鳴門線で運用される。
2016年3月に0番台 (171, 173, 174, 178) の4両が松山運転所から転属した。
1000形気動車
7両 (1003 - 1009) が配置されている。
高徳線・徳島線・牟岐線で運用される。
2019年3月16日付で1009が高知運転所から転属した。
2021年3月13日付で1002が高知運転所から転属したが、2023年3月18日付で再び高知運転所に転属している。
1200形気動車
18両 (1229 - 1232, 1235, 1244 - 1256) が配置されている。
1000形のうち後述の1500形との併結運転対応改造を施した車両で、塗装も1500形に合わせたものとなっている。
高徳線・徳島線・牟岐線・鳴門線で運用される。以前には、「サンライズ瀬戸」が琴平まで延長運転を行う場合、高松 - 琴平間で運用されることがあった。
1500形気動車
1500番台の15両 (1501 - 1515) と、1550番台の19両 (1551 - 1569) 計34両が配置されている。
高徳線・徳島線・牟岐線・鳴門線で運用される。以前には、「サンライズ瀬戸」が琴平まで延長運転を行う場合、高松 - 琴平間で運用されることがあった。
2024年度より、LED方向幕の設置や放送装置の更新が行われている。

## 歴史
- 1910年（明治43年）5月 - 徳島機関庫開設[2]。
- 1926年（大正15年） - 小松島に検車区が新設され、1927年（昭和2年）には徳島機関庫が廃止され、小松島機関庫を設置[2]。
- 1936年（昭和11年）2月 - 1935年（昭和10年）の徳島 - 高松間高徳線開通をうけ、操車の都合で徳島に小松島機関区徳島支区を設置[2]。
- 1950年（昭和25年）4月 - 小松島客貨車区が発足[3]。
- 1961年（昭和36年）2月 - 徳島 - 中田間が分離のうえ牟岐線に統合された。このとき小松島機関区も廃止され徳島支区は新設の徳島気動車区に吸収された[4]。
- 1984年（昭和59年）2月 - 小松島客貨車区が徳島気動車区に吸収される[3]。
- 1987年（昭和62年）4月1日 - 国鉄分割民営化により、四国旅客鉄道に移管。
- 1989年（平成元年）4月 - 徳島車掌区との統合により徳島運転所が発足[3]。
- 2005年（平成17年） - 2006年（平成18年） - 老朽化していた建物類を全般的に改装。